# Градина Фатх Абад
Градината Фатх Абад (на персийски: باغ فتح‌آباد) се намира на 16 км северозападно от град Керман и е едно от най-известните места.
Тя е една от най-красивите исторически градини в Иран и ценно историческо място, създадено през Каджарския период, по време на управлението на Мохамад Шах, около 1870 г. Известна е със своята архитектура и се смята за истински архитектурен шедьовър на Каджарския период.
Фатх Абад е използвана като образец за създаването на градината Шахзаде в Махан.
Ганатът на градината „Фатх Абад“ е преминавал през нея в миналото. Той е бил основен източник на вода за град Керман. Но за дълъг период от време градината е била изоставена и дори почти разрушена и затова повечето от дърветата и растенията в нея са изсъхнали. През 2013 г. започва цялостна реставрация и реконструкция на градината, като предишната е била през 1972 г. В наши дни Фатх Абад е възстановена и е превърната в атрактивна туристическа дестинация.
След реновирането ѝ, са пресадени различни дървета и растения, водата в градината е възстановена, създаден е декоративен цветен център, построени са традиционен ресторант и спортни площадки, има и базар за изработка и продажба на традиционни ръчни занаяти.
Въпреки че Фатх Абад не е регистрирана като персийска градина в обектите на световното наследство на ЮНЕСКО, тя е известен туристически обект. Вечер фасадата на сградата се осветява в различни червени, жълти и оранжеви нюанси, които се отразяват в централния ѝ фонтан. Сградата съдържа множество аркади на приземния етаж и обграждащите го стени, а вторият етаж е впечатляващ със своята тераса.